# Stronger (película)
Stronger (también conocida en Hispanoamérica como: "Más fuerte que el destino") es una película biográfica estadounidense estrenada en 2017 dirigida por David Gordon Green y escrita por John Pollono, basada en la memoria del mismo nombre de Jeff Bauman y Bret Witter. La cinta sigue a Bauman, quien pierde sus piernas tras el Atentado de la maratón de Boston y como debe adaptarse a su nueva vida; la cinta esta protagonizada por Jake Gyllenhaal como Bauman, con Tatiana Maslany, Miranda Richardson y Clancy Brown en roles secundarios.
Stronger tuvo su estreno mundial en el Festival Internacional de Cine de Toronto de 2017 el 8 de septiembre de 2017 y se estrenó en los Estados Unidos el 22 de septiembre de 2017. Recibió críticas positivas de los críticos, que elogiaron la versión madura de la historia y el desempeño de Gyllenhaal, pero fue un fracaso de taquilla al sólo recaudar $8 millones de dólares contra su presupuesto de $ 30 millones.

## Reparto
- Jake Gyllenhaal como Jeff Bauman, Jeff Sr. y el hijo de Patty y el novio de Erin.
- Tatiana Maslany como Erin Hurley, la novia de Jeff y la hermana de Gail.
- Miranda Richardson como Patty Bauman, la madre de Jeff y la esposa de Jeff Sr.
- Richard Lane Jr. como Sully.
- Clancy Brown como Jeff Bauman Sr., el padre de Jeff y el marido de Patty.
- Frankie Shaw como Gail Hurley, la hermana de erin.
- Jimmy LeBlanc como Larry.
- Jessica Lundy como la Agente del FBI Sarah.
- Carlos Sanz como Carlos Arredondo.
- Patty O'Neil como Aunt Jenn.
- Cassandra Cato-Louis como Maya.

## Producción
El 14 de julio de 2014, se informó que Lionsgate estaba desarrollando una película basada en las memorias Stronger de Jeff Bauman, con el dramaturgo John Pollono escribiendo el guion. El 17 de julio de 2015, David Gordon Green firmó para dirigir la película. El 29 de julio de 2015, se informó que Jake Gyllenhaal estaba en conversaciones para interpretar a Bauman, y el 7 de octubre de 2015, se informó que Tatiana Maslany estaba en conversaciones para interpretar a la novia de Bauman, Erin Hurley. El 2 de febrero de 2016, Bold Films firmó para producir y financiar la película. El 5 de abril de 2016, Miranda Richardson y Clancy Brown se unieron a la película, como la madre y el padre de Bauman, respectivamente. El mismo mes, Frankie Shaw se unió al elenco.

### Rodaje
Stronger  se comenzó a filmar en Boston y Nueva York el 4 de abril de 2016.

## Recepción

### Taquilla
Stronger recaudó $4.2 millones de dólares en los Estados Unidos y Canadá, y $ 4.2 millones en otros territorios, por un total mundial de $ 8.4 millones de dólares.
Stronger fue lanzada el 22 de septiembre de 2017 por Lionsgate y Roadside Attractions. La película debutó en 574 cines y recaudó $ 1.6 millones de dólares en su primer fin de semana, terminando en el octavo lugar en la taquilla. En su segundo fin de semana, a pesar de haber sido agregada a 72 cines, la película cayó un 38%, es decir a $ 986 560 dólares, por lo que se ubicó en el 13° lugar.

### Crítica
En el sitio web recopilador de reseñas Rotten Tomatoes, la película tiene un índice de aprobación del 92% basado en 166 comentarios, con un promedio de 7.3 / 10. El consenso crítico del sitio web dice: "Stronger se basa en el poder de su conjunto bien elegido para ofrecer una historia basada en hechos emocionalmente resonantes que trasciende los clichés de los dramas inspiradores". En Metacritic, la película tiene un puntaje promedio ponderado de 76 sobre 100, basado en revisiones de 41 críticos, que indican "revisiones generalmente favorables. Las audiencias encuestadas por CinemaScore le dieron a la película una calificación promedio de "A-" en una escala de A+ a F.

### Premios
| Premio                       | Fecha de la ceremonia  | Categoría             | Nominado        | Resultado | Ref.   |
| ---------------------------- | ---------------------- | --------------------- | --------------- | --------- | ------ |
| Critics' Choice Movie Awards | 11 de enero de 2018    | Mejor actor           | Jake Gyllenhaal | Nominado  | [ 21 ] |
| Hollywood Film Awards        | 5 de noviembre de 2017 | Hollywood Actor Award | Jake Gyllenhaal | Ganador   | [ 22 ] |
| Satellite Awards             | 10 de febrero de 2018  | Mejor actor           | Jake Gyllenhaal | Nominado  | [ 23 ] |